# エリザベス・サザーランド (第24代サザーランド女伯爵)
第24代サザーランド女伯爵エリザベス・サザーランド（英語: Elizabeth Sutherland, 24th Countess of Sutherland、1921年3月30日 - 2019年12月9日）は、イギリスの貴族、政治家。

## 経歴
1921年3月30日に第4代サザーランド公爵・第22代サザーランド伯爵クロマティ・サザーランド＝ルーソン＝ゴアの次男アリステア・サザーランド＝ルーソン＝ゴア卿の娘として生まれる。
1963年2月1日に伯父の第5代サザーランド公爵・第23代サザーランド伯爵ジョージ・グランヴィル・サザーランド＝ルーソン＝ゴアが子供のないまま死去した。男系男子のみに継承資格がある連合王国貴族爵位サザーランド公爵位は、傍系のエルズミア伯爵エジャートン家に移ったが、男子なき場合に女系継承が可能なスコットランド貴族爵位サザーランド伯爵位は彼女が継承した。
1963年貴族法の制定によってスコットランド貴族や女性当主も貴族院議員に列することになり、彼女も1968年3月26日から貴族院議員となる。貴族院改革のあった1999年11月11日まで議席を有した。

## 家族
1946年にチャールズ・ノエル・ジェンソン（Charles Noel Janson、1917年 - 2006年）と結婚し、彼との間に以下の4子をもうける。
- 第1子（長男）アリステア・チャールズ・セント・クレア・サザーランド（1947年 - ）： 第25代サザーランド伯爵　マーティンと双子
- 第2子（次男）マーティン・ディアーマン・サザーランド（1947年 - ）： アリステアと双子
- 第3子（長女）アンナデール・エリザベス・ヘレナ・サザーランド（1952年 - ）
- 第4子（三男）マシュー・ピーター・デマレスト・サザーランド（1955年 - 1969年）